# Friedrich Wilhelm von Loßberg (1776–1848)
Friedrich Wilhelm von Loßberg (* 19. November 1776 in Kassel; † 1. April 1848 ebenda) war ein kurhessischer Generalleutnant und Kriegsminister.

## Leben

### Herkunft
Friedrich Wilhelm war ein Sohn des hessen-kasselschen Generalleutnants Heinrich August von Loßberg (1717–1793) und dessen Ehefrau Wilhelmine, geborene von Piderit.

### Militärkarriere
Loßberg trat 1790 in die Hessen-kasselsche Armee ein und nahm als junger Offizier im Regiment Gardegrenadiere am Ersten Koalitionskrieg teil. 1799 schied er aus, um sich wissenschaftlichen Studien zu widmen, kehrte aber bereits 1803 zum Militär zurück. Nach der Niederlage im Vierten Koalitionskrieg ging er 1808 in westphälische Dienste. Er kämpfte im Fünften Koalitionskrieg in Sachsen als Kompaniechef und war im Russlandfeldzug 1812 Bataillonskommandeur. Er machte den Rückzug aus Russland mit und brachte die von ihm befehligten Einheiten bis nach Kassel zurück. Nach dem Zusammenbruch des Königreichs Westphalen und der Wiederherstellung des Kurfürstentums Hessen ging er in die kurhessische Armee und nahm mit ihr 1814/15 an den Befreiungskriegen teil.
Loßberg war seit 1821 Direktor des Kriegsverfassungsdepartements und Mitglied des Generalstabs sowie Kommandant von Kassel. Im April 1831 wurde er zum provisorischen Vorstand des Kriegsministeriums ernannt, was er bis Oktober blieb, als ihn vor einem drohenden Misstrauensvotum der kurhessischen Ständeversammlung der Leiter des Kriegsdepartements, Generalmajor Georg von Heßberg, ablöste. Am 29. August 1836 berief ihn der Kurprinz Friedrich Wilhelm schließlich zu Heßbergs Nachfolger als Kriegsminister. 1842 wurde er in den Ruhestand versetzt.

### Familie
Loßberg heiratete 1803 Amalie Knoch. Aus der Ehe gingen der Sohn Friedrich Georg (*/† 1803) und die Tochter Wilhelmine (Mimi) (1804–1863) hervor, die 1836 den kurhessischen Hauptmann Schmidt heiratete.

## Werke
- Briefe in die Heimath geschrieben während des Feldzuges 1812 in Russland. Ein Beitrag zur Geschichte dieses Feldzuges. Th. Fischer, Cassel 1844, Digitalisat; [Hrsg. von Theodor Rehtwisch], Wigand, Leipzig 1910 (= Aus vergilbten Pergamenten. Band 8).
- Erinnerungen aus den Feldzügen von 1792 und 1793. (= Zeitschrift für Kunst, Geschichte und Wissenschaft des Krieges. 66.–73. Band).
- Briefwechsel zwischen zwei Protestanten verschiedener Religions-Ansichten. Nebst einigen zeitgemäßen Bemerkungen dazu. Keßler, Frankfurt am Main 1846, Digitalisat.